# チーザム郡 (テネシー州)
チーザム郡（英: Cheatham County）は、アメリカ合衆国テネシー州の中央部に位置する郡である。2010年国勢調査での人口は39,105人であり、2000年の35,912人から8.9%増加した。郡庁所在地はアシュランドシティ町（人口4,541人）であり、同郡で人口最大の町でもある。チーザム郡は1856年2月28日に設立され、郡名はテネシー州の政治家エドワード・S・チーザム（1818年-1878年）に因んで名付けられた。
チーザム郡はナッシュビル・デビッドソン・マーフリーズボロ・フランクリン大都市圏に属している。

## 地理
アメリカ合衆国国勢調査局に拠れば、郡域全面積は307平方マイル (795.1 km2)であり、このうち陸地303平方マイル (784.8 km2)、水域は4平方マイル (10.4 km2)で水域率は1.46%である。
郡内を北西から南東にカンバーランド川が二分しており、アシュランドシティはその北岸にある。郡南部はハーペス川によって南東から北西に分けられており、ハーペス川は丘陵部を蛇行し、州間高速道路40号線の北にあるキングストンスプリングスの町と、テネシー州道70号線に沿ったペグラムの町を通っている。郡中央部の西側はハーペス川の下流が流れている。ハーペス川の東、カンバーランド川の南にある丘陵部は一部、チーザム州立野生生物管理地域として州が管理している。アシュランドシティの北にある丘陵はさらに高度の高い高原に続き、郡の北側境界に沿う州間高速道路24号線の南にはプレザントビューの町がある。

### 隣接する郡
- ロバートソン郡 - 北東
- デビッドソン郡 - 東
- ウィリアムソン郡 - 南
- ディクソン郡 - 西
- モンゴメリー郡 - 北西

## 人口動態

2000人口ピラミッド

以下は2000年国勢調査による人口統計データである。
| 基礎データ - 人口: 35,912人 - 世帯数: 12,878 世帯 - 家族数: 10,160 家族 - 人口密度: 46人/km2（119人/mi2） - 住居数: 13,508軒 - 住居密度: 17軒/km2（45軒/mi2） 人種別人口構成 - 白人: 96.86% - アフリカン・アメリカン: 1.48% - ネイティブ・アメリカン: 0.38% - アジア人: 0.18% - 太平洋諸島系: 0.05% - その他の人種: 0.36% - 混血: 0.70% - ヒスパニック・ラテン系: 1.22% 年齢別人口構成 - 18歳未満: 27.7% - 18-24歳: 7.3% - 25-44歳: 33.5% - 45-64歳: 23.0% - 65歳以上: 8.6% - 年齢の中央値: 35歳 - 性比（女性100人あたり男性の人口） - 総人口: 100.3 - 18歳以上: 97.4 | 世帯と家族（対世帯数） - 18歳未満の子供がいる: 39.6% - 結婚・同居している夫婦: 64.9% - 未婚・離婚・死別女性が世帯主: 9.6% - 非家族世帯: 21.1% - 単身世帯: 16.9% - 65歳以上の老人1人暮らし: 5.3% - 平均構成人数 - 世帯: 2.76人 - 家族: 3.08人 収入と家計 - 収入の中央値 - 世帯: 45,836米ドル - 家族: 49,143米ドル - 性別 - 男性: 34,476米ドル - 女性: 25,191米ドル - 人口1人あたり収入: 18,882米ドル - 貧困線以下 - 対人口: 7.4% - 対家族数: 5.3% - 18歳未満: 7.6% - 65歳以上: 9.4% |

## 都市と町
| - アシュランドシティ - 郡庁所在地 - キングストンスプリングス - ペグラム | - プレザントビュー - ジョエルトン |

### 未編入の町
| - ベルズバーグ - ベルタウン - チャップマンズボロ | - チープヒル - クラギーホープ |